# Liste der Monuments historiques in Izier
Die Liste der Monuments historiques in Izier führt die Monuments historiques in der französischen Gemeinde Izier auf.

## Liste der Objekte
| Bezeichnung                                | Beschreibung                                                  | Standort                        | Kennzeichnung | Schutzstatus | Datum | Bild |
| ------------------------------------------ | ------------------------------------------------------------- | ------------------------------- | ------------- | ------------ | ----- | ---- |
| Skulptur Heilige Katharina von Alexandrien | Kalkstein, farbig gefasst, zweite Hälfte des 15. Jahrhunderts | in der Kirche St-Prudent (Lage) | PM21001328    | Classé       | 1923  |      |
| Skulptur Madonna mit Kind                  | Kalkstein, farbig gefasst, zweite Hälfte des 15. Jahrhunderts | in der Kirche St-Prudent (Lage) | PM21001329    | Classé       | 1962  |      |
| Skulptur Heiliger Stefan                   | Kalkstein, farbig gefasst, 15. Jahrhundert                    | in der Kirche St-Prudent (Lage) | PM21001330    | Classé       | 1962  |      |
| Skulptur Heiliger Sebastian                | Kalkstein, farbig gefasst, 15. Jahrhundert                    | in der Kirche St-Prudent (Lage) | PM21001331    | Classé       | 1962  |      |
| Skulptur Heiliger Claudius                 | Holz, farbig gefasst, 17. Jahrhundert                         | in der Kirche St-Prudent (Lage) | PM21001332    | Classé       | 1962  |      |